# Eco (banda)
Eco es una banda de rock española de Galicia.
Esta banda está formada por Alberto Cereijo (guitarra), Tino Mojón (batería), Roberto Espinosa (voz) y Diego P. Castro (bajo).

## Historia
Todo comenzó cuando Alberto quería formar un proyecto musical aparte de su grupo; y en la aventura, le acompaña Tino Mojón, batería también de Los Suaves.
En 2007, se oyeron rumores de que Cereijo dejaría a Los Suaves para centrarse en el nuevo proyecto ECO, pero luego todo se quedó en rumores y compaginó las dos bandas.
En diciembre de 2010 el vocalista de la banda Roberto publica el siguiente comunicado:  "El adiós es doloroso pero inevitable. Hoy he anunciado a mis compañeros que dejo ECO, aunque sé que Eco jamás me dejará a mi.
No puedo seguir viendo cómo se diluye en la nada una de las mejores cosas que he sido capaz de hacer en esta vida.
A Tino, Diego y Alberto les doy las gracias por haberme hecho parecer mejor de lo que soy gracias a su talento, tanto musical como personal, y les deseo la mejor de las suertes de todo corazón.
A todos aquellos que habéis disfrutado en los conciertos de ECO os diré que yo he disfrutado más aún cantando para vosotros, a todos aquellos que habéis disfrutado con Réplica os diré que yo he disfrutado más aún haciéndolo, y todo ha sido gracias a vuestro apoyo y cariño constante, por eso, os llevo tatuados en mi memoria. Gracias".

## Formación y estilo
Su estilo es difícil de definir porque tiene toques de hard rock, Power metal(/Power Rock) y rock alternativo acompañado por la melódica voz de Espinosa.

## Réplica (2007)
Su primer álbum salió a la venta en octubre de 2007 y se titula "Réplica". La portada no parece la típica portada de un grupo de rock.

## Álbumes
- 2007 Réplica